# Hieracium ctenodon
Hieracium ctenodon es una especie de planta con flor del género Hieracium, de la familia Asteraceae, orden Asterales.

## Distribución
Hieracium ctenodon se distribuye por Austria, Italia, Suiza y Yugoslavia.

## Taxonomía
Fue descrita científicamente por Näg. & Peter. Fue publicada en Hierac. Mitt.-Eur.